# Magnussonit
Magnussonit ist ein sehr selten vorkommendes Mineral aus der Mineralklasse der „Oxide und Hydroxide“ mit der chemischen Zusammensetzung Mn2+10[(OH,Cl)2|(As3+O3)6] und damit chemisch gesehen ein mit den Oxiden verwandtes Mangan-Arsenit mit zusätzlichen Chlor- oder Hydroxidionen.
Magnussonit kristallisiert im kubischen Kristallsystem, entwickelt jedoch nur mikroskopisch kleine Kristalle und findet sich daher entsprechend meist in Form feinkörniger, krustiger Überzüge und Rissfüllungen sowie als körnige bis derbe Aggregate. Das Mineral ist durchsichtig bis durchscheinend und zeigt auf den Oberflächen der grasgrünen, smaragdgrünen, blaugrünen, hellolivgrünen oder bräunlichorangen bis tiefroten Kristalle einen glasähnlichen Glanz. In Aggregatform ist der Glanz dagegen matter und erscheint eher harzähnlich. Auf der Strichtafel hinterlässt Magnussonit einen weißen bis blassgrünen Strich.

## Etymologie und Geschichte

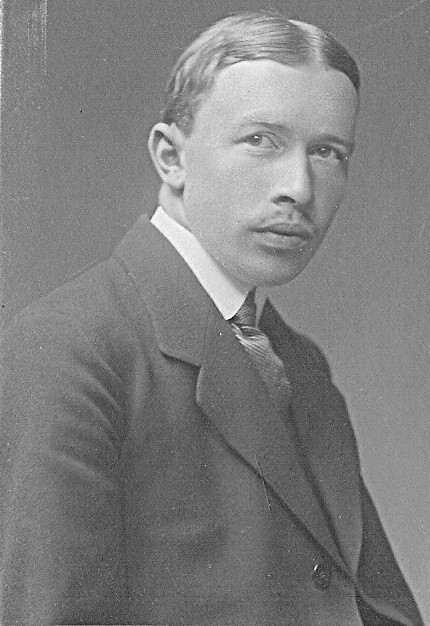
Namensgeber Nils Harald Magnusson (1944)

Erstmals entdeckt wurde Magnussonit in der Mangan-Eisen-Lagerstätte Långban (Gemeinde Filipstad) in der schwedischen Provinz Värmlands län. Die Erstbeschreibung erfolgte 1956 durch Olof Erik Gabrielson, der das Mineral nach dem schwedischen Lagerstättenkundler und ehemaligem Direktor der Geological Survey of Sweden Nils Harald Magnusson benannte. Die Analyse des Minerals wurde von R. Blix durchgeführt, der die Zusammensetzung mit (Mn,Mg,Cu)5(AsO3)3(OH,Cl) ermittelte.
Nach neueren Analysen durch Pete J. Dunn und Robert A. Ramik an Proben aus der Typlokalität Långban wurde die chemische Formel 1984 neu definiert zu Mn10As3+6O18(OH,Cl)2, was in der kristallchemischen Strukturformelschreibweise der Angabe Mn2+10[(OH,Cl)2|(As3+O3)6] entspricht.
Das Typmaterial des Minerals wird im Naturhistoriska riksmuseet (deutsch Naturhistorisches Reichsmuseum; SMNH) in Stockholm (Schweden) unter der Inventarnummer g32215, im Natural History Museum (NHM) in London (England) und der Inventarnummer BM1963,233 sowie im Mineralogischen Museum (HMM) der Harvard University in Cambridge (Massachusetts) (USA) unter den Inventarnummern 106140 und 106337 aufbewahrt.

## Klassifikation
Bereits in der veralteten 8. Auflage der Mineralsystematik nach Strunz gehörte der Magnussonit zur Mineralklasse der „Oxide und Hydroxide“ und dort zur Abteilung „Arsenite, Selenite, Tellurite und Jodate“, wo er zusammen mit Armangit, Asbecasit, Finnemanit, Reinerit, Stenhuggarit und Trigonit die Gruppe der „Arsenite“ mit der Systemnummer IV/G.01 bildete.
In der zuletzt 2018 überarbeiteten Lapis-Systematik nach Stefan Weiß, die formal auf der alten Systematik von Karl Hugo Strunz in der 8. Auflage basiert, erhielt das Mineral die System- und Mineralnummer IV/J.04-030. Dies entspricht ebenfalls der Abteilung „Arsenite (mit As3+)“, wo Magnussonit zusammen mit Armangit, Cafarsit, Ekatit, Segerstromit, Tooeleit und Zimbabweit eine unbenannte Gruppe mit der Systemnummer IV/J.04 bildet.
Die von der International Mineralogical Association (IMA) zuletzt 2009 aktualisierte 9. Auflage der Strunz’schen Mineralsystematik ordnet den Magnussonit in die erweiterte Abteilung der „Arsenite, Antimonite, Bismutite, Sulfite, Selenite, Tellurite; Iodate“ ein. Diese ist weiter unterteilt nach der möglichen Anwesenheit zusätzlicher Anionen und Kristallwasser, so dass das Mineral entsprechend seiner Zusammensetzung in der Unterabteilung „Arsenite, Antimonite, Bismutite; mit zusätzlichen Anionen, ohne H2O“ zu finden ist, wo es als einziges Mitglied eine unbenannte Gruppe mit der Systemnummer 4.JB.15 bildet.
In der vorwiegend im englischen Sprachraum gebräuchlichen Systematik der Minerale nach Dana hat Magnussonit die System- und Mineralnummer 46.01.03.01. Dies entspricht der Klasse der „Phosphate, Arsenate und Vanadate“ und dort der Abteilung „Basische oder Halogen-haltige Antimonite, Arsenite und Phosphite“, wo das Mineral als einziges Mitglied in einer unbenannte Gruppe mit der Systemnummer 46.01.03 innerhalb der Unterabteilung „Basische oder Halogen-haltige Antimonite, Arsenite und Phosphite mit (AB)m(XO3)pZq“ zu finden ist.

## Chemismus
Die neu definierte, idealisierte chemische Zusammensetzung Mn10As3+6O18(OH,Cl)2 bei einem Verhältnis von (OH) : Cl = 0,75 : 0,25 besteht aus rund 41,30 % Mangan (Mn), 33,80 % Arsen (As), 23,46 % Sauerstoff (O), 0,11 % Wasserstoff (H) und 1.33 Chlor (Cl).
Die erste Analyse der Mineralproben aus Långban ergab allerdings geringe Beimengungen von Magnesium und Kupfer und die Neuanalyse durch Dunn und Ramik ergab zusätzlich Beimengungen von Eisen und Calcium. Die empirische Zusammensetzung errechnet sich damit auf der Basis von 6 Arsenatomen zu (Mn9,18Cu0,38Fe0,22Ca0,16Mg0,07)Σ=10,01As3+6,00O17,79((OH)2,19Cl0,26)Σ=2,45 mit der entsprechend idealisierten Zusammensetzung Mn10As3+6O18(OH,Cl)2.

## Kristallstruktur
Magnussonit kristallisiert kubisch in der Raumgruppe Ia3d (Raumgruppen-Nr. 230) mit dem Gitterparameter a = 19,68 Å sowie 8 Formeleinheiten pro Elementarzelle.
Die Kristallstruktur von Magnussonit besteht aus kanten- und eckenverknüpften MnO8-Würfeln, trigonalen MnO6-Prismen, MnO6-Oktaedern und AsO3-Dreiecken, die zusammen ein Gerüst mit großen Hohlräumen bilden. Diese Hohlräume nehmen Mn1+ und Cl auf, wobei Mn1+ von je sechs As-Atomen umgeben ist.

## Bildung und Fundorte
An seiner Typlokalität im schwedischen Långban bildete sich Magnussonit in einem metamorphisierten Eisen-Mangan-Erzkörper, wo er in Paragenese mit Calcit, Dixenit, Dolomit, Hämatit, Hausmannit, Trigonit und manganhaltigen Serpentinen auftritt.
Magnussonit gehört zu den sehr seltenen Mineralbildungen, die nur in wenigen Proben bekannt wurden. Neben Långban konnte das Mineral in Schweden noch in der ebenfalls zur Gemeinde Filipstad gehörenden Mangangrube Brattfors bei Nordmark, wo als weitere Begleitminerale Katoptrit, Magnetit, Manganosit und Sonolith hinzutraten, sowie in der Erzgrube Garpenberg Norra bei Garpenberg in der zur Provinz Dalarnas län gehörenden Gemeinde Hedemora gefunden werden.
Der bisher einzige weitere bekannte Fundort ist die Sterling Mine bei Sterling Hill nahe Ogdensburg im Sussex County des US-Bundesstaates New Jersey. Hier trat Magnussonit mit Franklinit, Kraisslit, Willemit und Zinkit vergesellschaftet auf.